# Заколупин, Николай Афанасьевич
Николай Афанасьевич Заколупин (25 июня 1920, село Трофимовское Шенкурского уезда Архангельской губернии, теперь Виноградовского района Архангельской области — 27 июня 1975, Москва) — советский партийный деятель, журналист, главный редактор газеты «Сельская жизнь». Член Центральной Ревизионной Комиссии КПСС в 1971—1975 годах.

## Биография
Родился в крестьянской семье в селе Трофимовское Архангельской губернии.
В 1937—1939 годах — литературный сотрудник газеты «Маяк коммунизма» города Мезень Архангельской области.
В 1941—1946 годах — в Красной армии, участник Великой Отечественной войны . Служил начальником штаба 11-го гвардейского отдельного батальона инженерных заграждений 2-й гвардейской отдельной инженерной бригады специального назначения Волховского фронта, командиром 7-го отдельного гвардейского мото-штурмового инженерно-саперного батальона 2-й гвардейской мото-штурмовой инженерно-саперной бригады 28-й армии.
Член ВКП (б) с 1942 года.
В 1946—1950 годах — секретарь, 2-й секретарь Архангельского областного комитета ВЛКСМ.
В 1950—1953 годах — заведующий отделом сельской молодежи газеты «Комсомольская правда».
В 1953—1956 годах — слушатель Высшей партийной школы при ЦК КПСС.
В 1956—1960 годах — сотрудник редакции газеты «Правда».
В 1960—1965 годах — редактор отдела партийной жизни и пропаганды, заместитель главного редактора газеты «Сельская жизнь».
В 1965—1971 годах — в аппарате ЦК КПСС.
В феврале 1971 — 27 июня 1975 — главный редактор газеты «Сельская жизнь».
Умер 27 июня 1975 после тяжелой болезни. Похоронен на Новодевичьем кладбище Москвы.

## Воинские звания
- гвардии старший лейтенант
- гвардии майор

## Награды
- три ордена Трудового Красного Знамени
- орден Отечественной войны I ст. (31.01.1945)
- орден Красной Звезды (25.08.1943)
- орден «Знак Почета»
- медаль «За оборону Ленинграда» (22.12.1942)
- медаль «За взятие Кенигсберга» (1945)
- медаль «За победу над Германией в Великой Отечественной войне 1941—1945 гг.» (1945)
- медали